# Фестиваль Спадщини в Едмонтоні

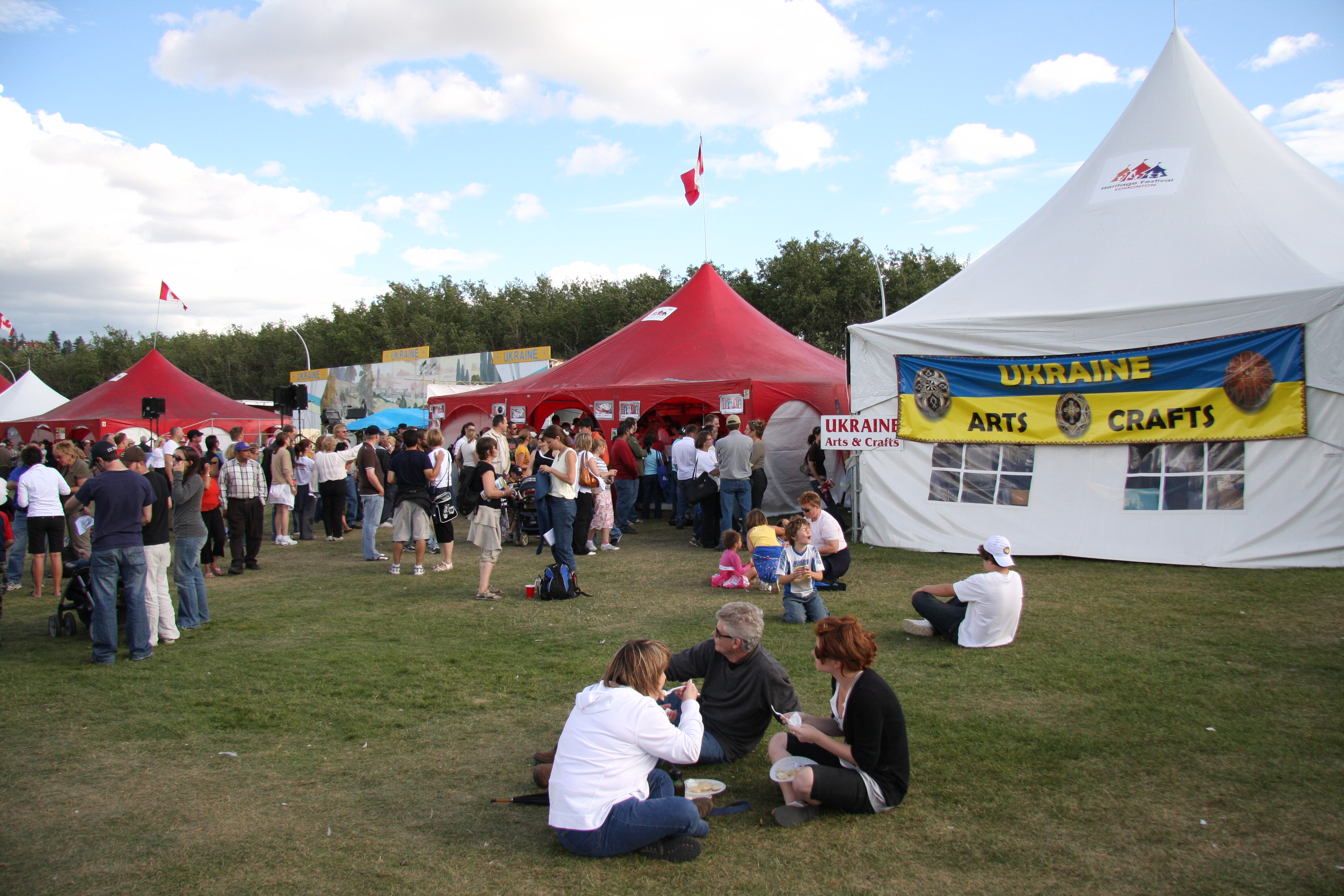
Павільйон Україна, 2008

Фестиваль Спадщини в Едмонтоні (англ. Edmonton Heritage Festival) — щорічне триденне свято культурного розмаїття, яке відбувається в місті Едмонтон, провінція Альберта, Канада, під час перших серпневих вихідних і наступного понеділка. Цей фестиваль вважається найбільшим у світі святом мультикультуралізму, де понад 70 павільйонів представляють культури понад 90 країн світу.

## Історія
У 1974 році уряд Альберти на чолі з тодішнім міністром культури доктором Хорстом А. Шмідтом планували призначити кожний перший понеділок серпня як щорічне свято (і вихідний день) спадщини культурного насліддя мешканців Альберти. Цього ж року і наступного у парку Форт Едмонтон відбулися святкові концерти.
У 1976 році одинадцять різних етнокультурних громад міста Едмонтона зібралися у парку ім. Гавриляка, щоб презентувати свою, розваги, художнє і рукодільне мистецтво.
Відтоді під час вихідних (продовжених понеділком) відбувається декілька подій об'єднаних в одне свято: Фестиваль Спадщини в Едмонтоні (Heritage Festival). У 2006 році відбувся 31-й фестиваль, який розтягнувся на три дні святкування багатства різних культур, як-от культура індіанців Америки та культура Уельсу.
Щорічно фестиваль, залежно від погоди, щорічно відвідує 350—390 тис. відвідувачів. Це родинне свято, спеціально безалкогольне, де кожний павільйон намагається пригостити своїми унікальними стравами, артистичними доробками та здивувати костюмами. Близько 50000 кг їжі продається тут щороку протягом 3-х днів.

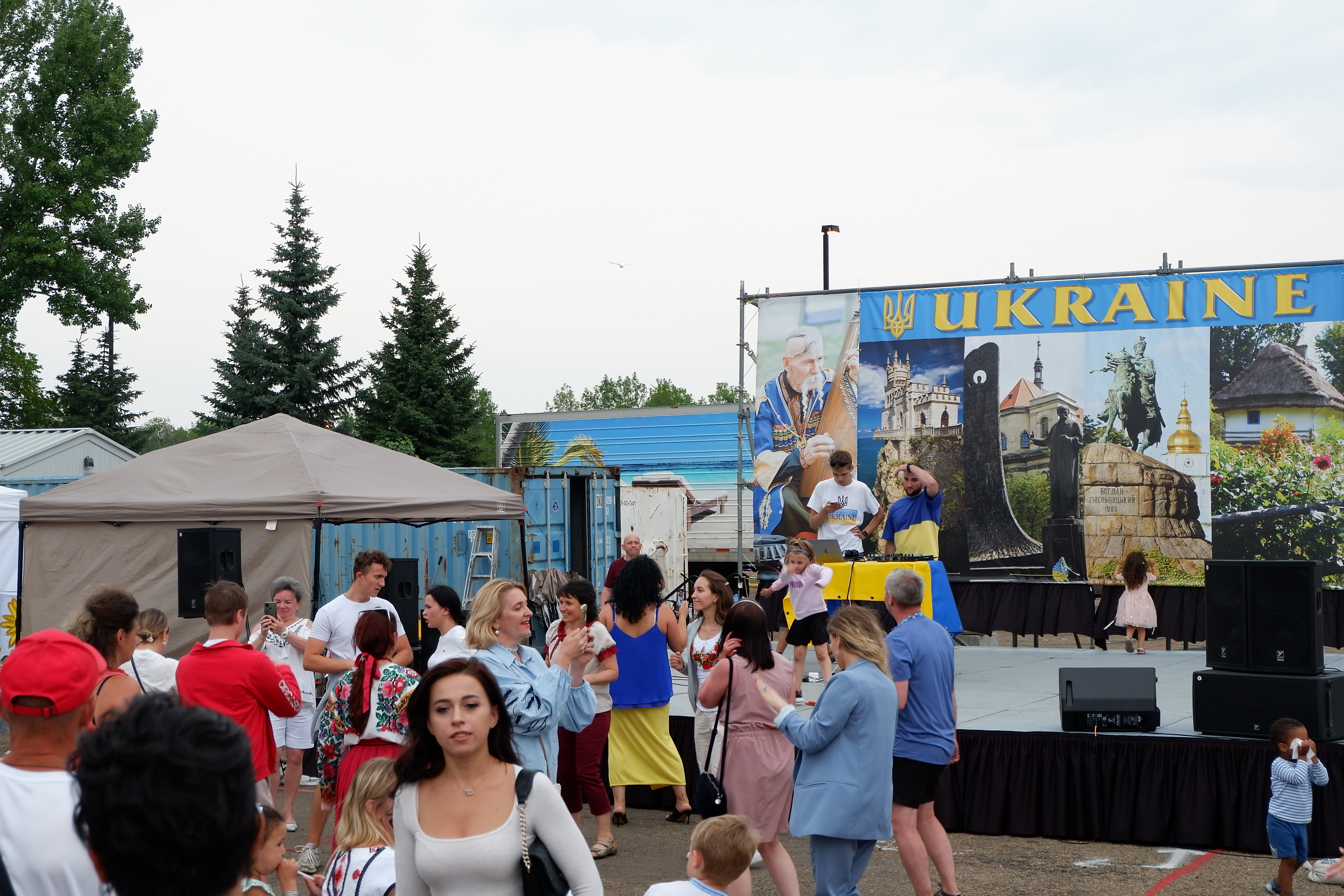
Edmonton 2024 Heritage Day

2024 року фестиваль проводився в парку Борден (Borden park) протягом трьох днів з 3 по 5 серпня. Українська громада була представлена щодня 100-ма волонтерами і мала павільйон з украінськими стравами, рукоділлям і сценою. Волонтерів збирали у групі фейсбука.
Фестиваль керований однойменною безприбутковою асоціацією. Вся інформація розміщується на сайті заходу.